# Trinidad és Tobago
Trinidad és Tobago vagy hivatalos nevén Trinidad és Tobago Köztársaság (angolul: Republic of Trinidad and Tobago) szigetország a Karib-tenger déli részén, Venezuela partjainál. Két nagy szigetből áll, amelyek egymástól 35 km-re vannak és amelyekről a nevét is kapta, valamint számos kis szigetből.
Az egykori gyarmati terület lakói elsősorban indiai és afrikai származásúak. Függetlenségét Nagy-Britanniától 1962-ben nyerte el, azóta a Nemzetközösség tagja.
Ellentétben a legtöbb karibi szigettel, amelyek erősen a turizmusra épülnek, a gazdasága elsősorban ipari jellegű, a petrolkémiai iparra, és a hatalmas kőolaj- és földgázkészletekre épül.
Jól ismert afrikai és indiai kultúrájáról, ami a sok híres karneváli ünnepségben is tükröződik, valamint az innen származó stíldobról, a limbo táncról és olyan zenei stílusokról, mint a calypso, a soca, a rapso.
Az egyik ország az OECD és az EU adóparadicsomokat érintő feketelistáján, vagyis az adóelkerülés elleni küzdelemben nem együttműködő országok listáján.
A bűnözés globális szinten is igen magas.

## Földrajz

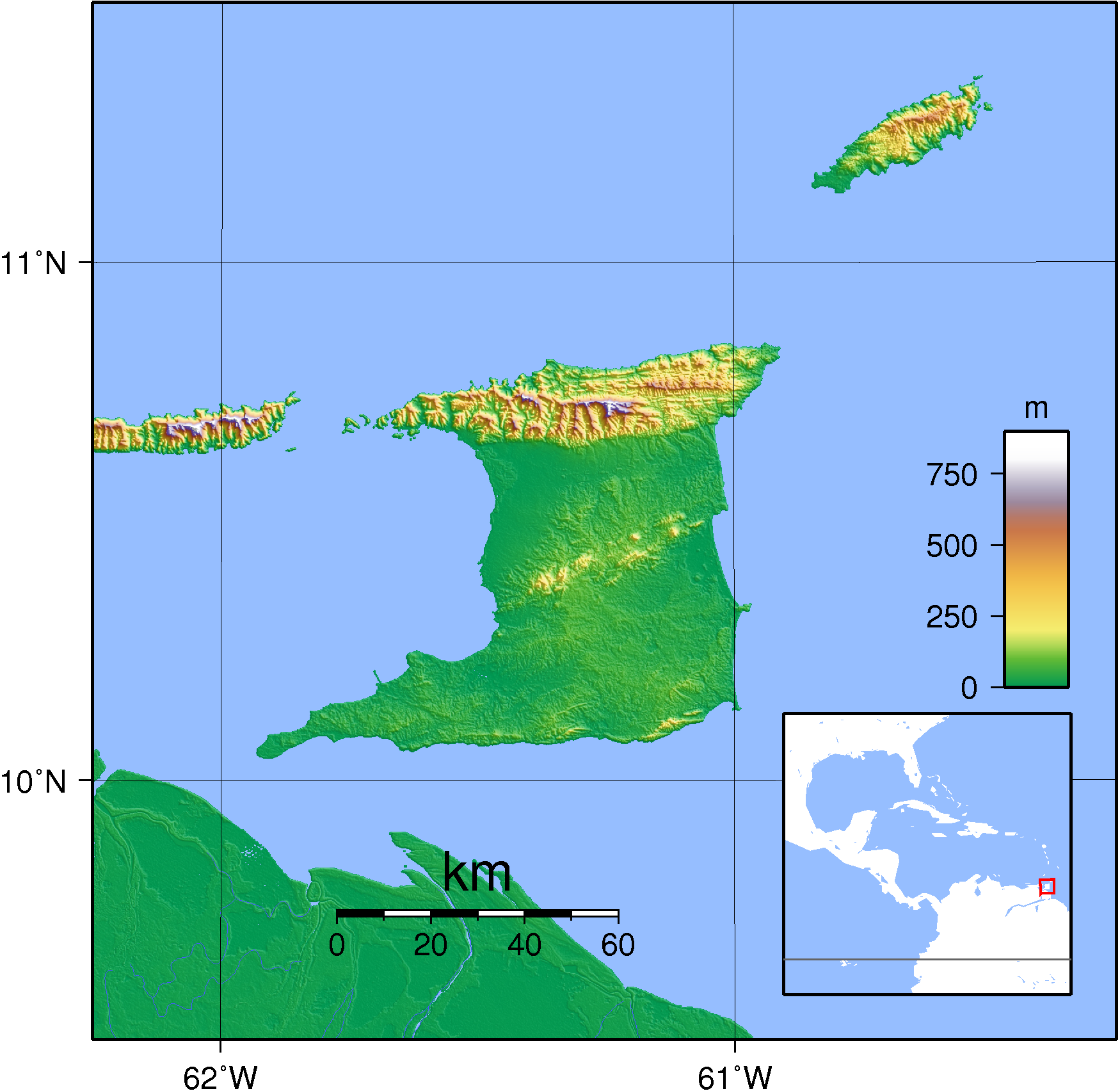
Trinidad és Tobago domborzati térképe

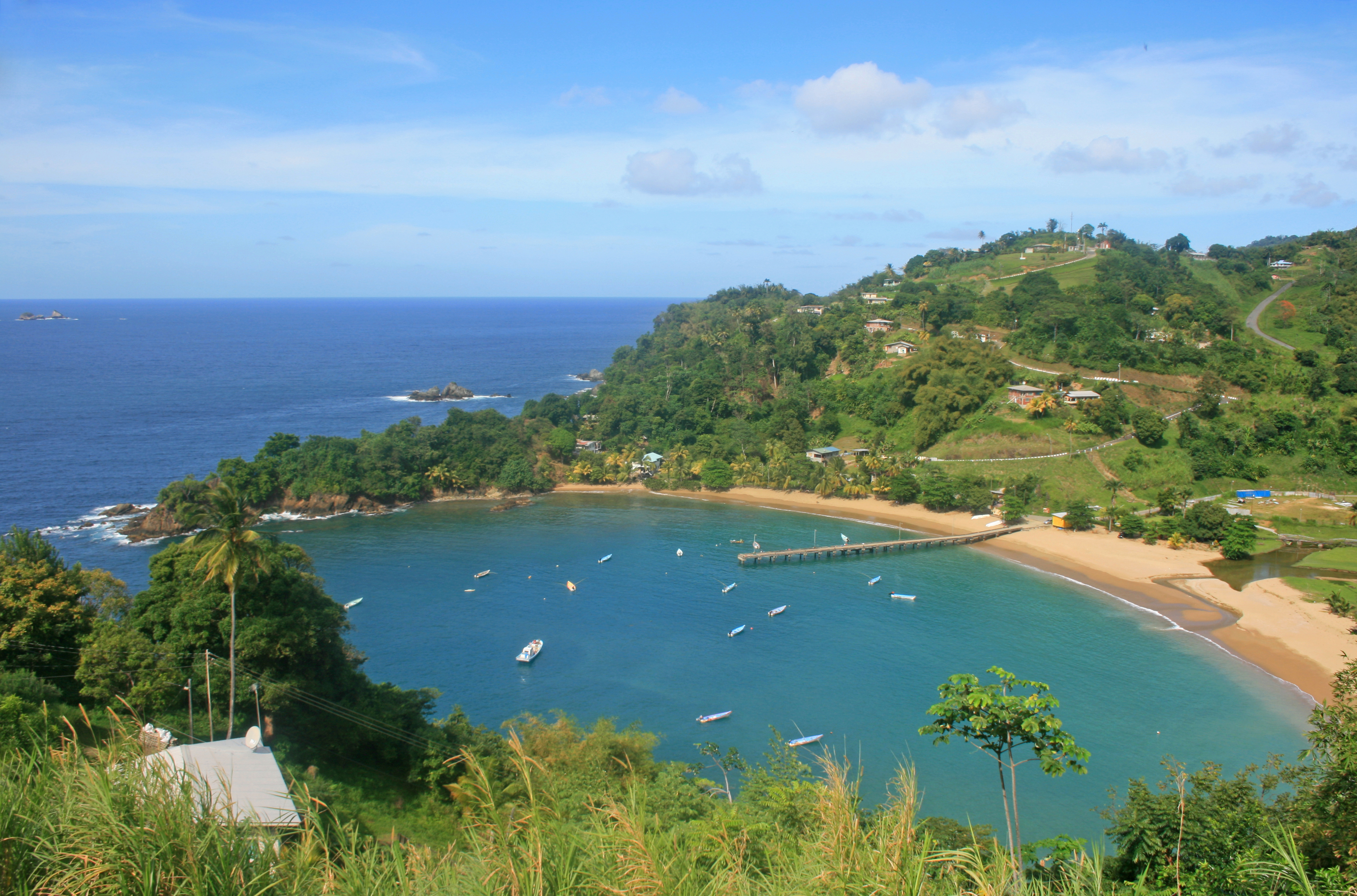
Parlatuvier-öböl

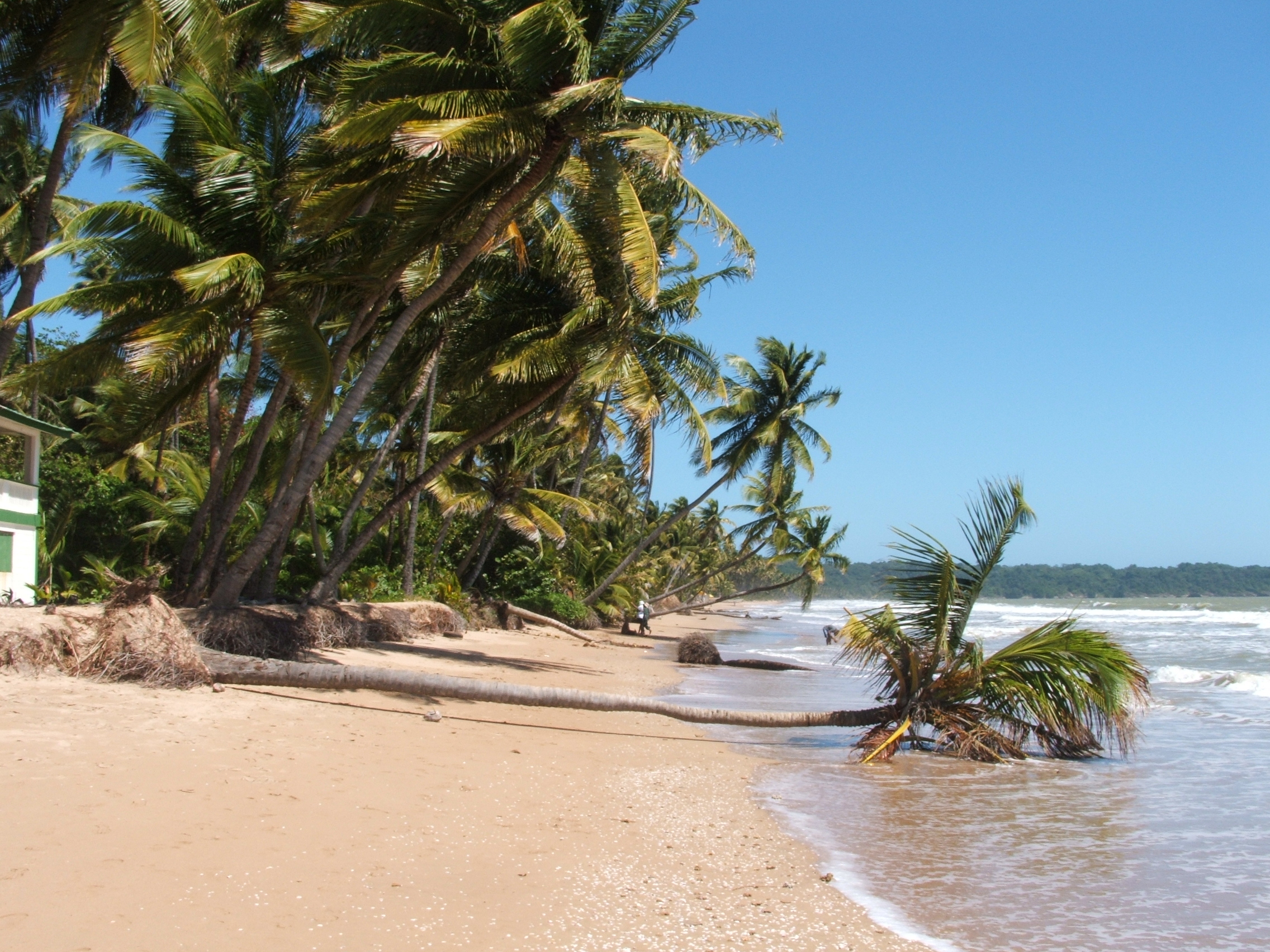
Mayaro tengerpartja

Az ország 2 fő és több kisebb szigetből áll. 
Trinidad területe 4828 km², míg Tobagóé 300 km².

### Domborzat
Trinidad szigetén emelkedik az ország legmagasabb pontja, az El Cerro Del Aripo (941 m). Ez utóbbi az északi hegyláncban (Northern Range) található. Ettől délre fekszik a sziget legtermékenyebb vidéke: a kelet-nyugati folyosó (East-West Corridor). A sziget közepén dombok láncolata húzódik kelet-nyugati irányban: a középső hegylánc (Central Range). Tovább délre ismét síkság következik: a déli síkság (Southern Lowlands). Ennek talaja kevésbé termékeny, mint a 'folyosó' földje. Végül a déli tengerpartot alacsony dombok sora követi: a déli hegylánc (Southern Range). Ez terméketlen vidék, de itt van az ország jelentős olajkészletének zöme.

### Éghajlat
Az ország éghajlata trópusi, magas relatív páratartalommal. A leghűvösebb hónapok a január és február, amikor az átlagos minimum hőmérséklet körülbelül 20 °C. A legmelegebb hónapok az április, május és október, amelyek átlagos hőmérséklete körülbelül 32 °C.
Januártól májusig van egy fő száraz évszak, szeptemberben és októberben pedig egy kisebb száraz időszak (Petite Carême). 
A szigetek kívül vannak a fő hurrikánzónán, de Tobagót időnként katasztrofális hurrikánok sújtják.

### Élővilág, természetvédelem
Trinidad és Tobago gazdag természeti szépségekben, különlegességekben. Vízesések, barlangok mellett itt található a világ legnagyobb aszfalt tava. A természetvédelem intézményhálózata igen kiterjedt:

#### Nemzeti park
Az egyetlen nemzeti park a Maracas Bay National Park (Maracas-öböl Nemzeti Park) a főváros közelében. Vízeséséről híres.

## Történelem
Trinidadot és Tobagót eredetileg dél-amerikai eredetű indiánok lakták. Trinidad első lakói 7000 évvel ezelőtt még nem ismerték a földművelést. Trinidad volt a karibi szigetvilágban a legkorábban lakott hely. I.e. 250 körül kerámiát használó földművelő nép telepedett le Trinidadon, aztán továbbterjedt a Kis-Antillák láncán. Amikor az európaiak kapcsolatba kerültek Trinidaddal, különböző arawak nyelvű csoportok éltek ott, míg más csoportok karibi nyelvűek voltak. Trinidad indián neve Kairi vagy Iere volt, amit általában 'Kolibriföld'-ként fordítanak, de mások szerint egyszerűen 'sziget'-et jelentett. Kolumbusz Kristóf 1498. július 31-én fedezte fel a szigetet és a Szentháromságról nevezte el. Kolumbusz hírt hozott Tobagóról is, de nem szállt partra ott. Tobago neve valószínűleg a tobacco (dohány) szóból ered.
Trinidadon az első spanyol telepes az 1530-as években telepedett le. Walter Raleigh 1595. március 22-én érkezett Trinidadra. Megtámadta San Josét (a sziget akkori székhelyét). Az 1700-as években Trinidad Új-Spanyolország alkirályság egyik tartománya volt. Új-Spanyolország kiterjedt a mai Mexikóra és egész Közép-Amerikára. A 16. és a 17. században Tobagón hollandok és kurlandiak telepedtek le, dohányt és gyapotot termeltek. Ebben az időben Trinidad erdős volt, néhány spanyol lakta maroknyi rabszolgával és néhány ezer indiánnal.
1762-ben, háromszáz évnyi spanyol uralom után San José de Oruña és Puerto de España (Port of Spain) még mindig csak kicsi falu volt. Mivel Trinidad lakossága nagyon kicsi volt, egy Grenadán élő francia, Roume de St. Laurent 1783. november 4-én III. Károly spanyol királytól oklevelet kapott. Eszerint ingyen kaptak földet Trinidadon azok a római katolikus vallású külföldi telepesek, akik felesküdtek a spanyol király hűségére. Minden férfi 32 acre földet kapott, a nők, gyermekek és rabszolgák után még fejenként ennek a felét. Végeredményben skót, ír, német, olasz és angol családok érkeztek. Protestánsok is telepedtek le, mert a spanyol kormányzó szélesen értelmezte a törvényt. A francia forradalom (1789) hatott Trinidad kultúrájára, ugyanis a forradalom következtében martinique-i telepesek rabszolgáikkal együtt Trinidadra emigráltak, ahol ennek következtében átalakult a gazdaság, cukornád és kakaó termesztésébe fogtak.
Puerto de España (Port of Spain) lakossága öt év alatt 3000-ről 10 442-re nőtt. Az 1797-es lakosság kevert volt, spanyolokból, négerekből, francia köztársasági katonákból, visszavonult kalózokból és francia nemesekből állt. Abban az évben Trinidad teljes lakossága 17 718 volt, közülük 2151 fő volt fehér, 4476 néger és más színes bőrű, 10 009 rabszolga és 1082 indián. 1797-ben egy angol flotta érkezett. A spanyol kormányzó úgy döntött, hogy harc nélkül kapitulál. Trinidad brit koronagyarmat lett, francia nyelvű lakossággal és spanyol törvényekkel. A hódítás és a Nagy-Britannia által 1802-ben formálisan is végrehajtott bekebelezés további telepesek beáramlásával járt Angliából és a keleti karibi térség brit gyarmatairól. A rabszolgaság betiltása és a francia ültetvényesek cukornádra alapuló gazdaságának összeomlása után a francia ültetvényesek és parasztok kakaót termelő meszticekkel keveredtek.
Bár Trinidad eredetileg cukornádtermesztő gyarmat volt, a sziget gazdaságában a 19. század végén és a 20. század elején a kakaó dominált. Amikor a kakaótermesztés összeomlott a növénybetegségek és a gazdasági világválság következtében, a kőolaj kitermelése kezdett egyre jelentősebb szerepet játszani a sziget gazdaságában. A gazdasági világválság és a kőolajra alapozott gazdaságra való átállás megváltoztatta a társadalmat is. Az 1950-es években ismét a kakaó lett a fő exportcikk, hatására megerősödött a középosztály.
1962-ben vált függetlenné Nagy-Britanniától, és 1976 óta köztársaság.
Közben Tobago birtokosai váltakoztak: volt brit, francia, holland és kurlandi kézen (Kurland a mai Lettországban van). A britek a napóleoni háborúk idején konszolidálták uralmukat mindkét szigeten, amelyeket 1889-ben egyesítettek Trinidad és Tobago gyarmatban.
A gyarmati események következtében indián, spanyol, francia és angol helynevek közönségesek az egész országban. A 19. században és a 20. század elején a munkaerő-szükséglet kielégítésére afrikai rabszolgák, kínai, indiai és szabad afrikai szerződéses munkások és madeirai portugálok érkeztek. Az ország etnikai képére hatással volt a bevándorlás Barbadosról és a Kis-Antillák más szigeteiről, Venezuelából, Szíriából és Libanonból.
A második világháborúban amerikai katonai támaszpontokat telepítettek Trinidad szigetén, ez is megváltoztatta a társadalom jellegét. A háború utáni időszak dekolonizációs hulláma idején hozták létre a Nyugat-Indiai Föderációt. A szövetség fővárosának Trinidad szigeten Chaguaramast javasolták. A föderáció feloszlott Jamaica kilépése után és 1962-ben Trinidad és Tobago a függetlenségre szavazott. A függetlenség 1962. augusztus 31-én lépett hatályba. 1976. augusztus 1-jén az ország felszámolta a brit monarchiához fűződő kapcsolatait és köztársaság lett a Nemzetközösségen belül, de a legfelsőbb fellebbviteli bíróság a brit 'Privy Council' maradt.
1972 és 1983 között a köztársaság nagymértékben profitált az emelkedő olajárakból, az olajban gazdag országban gyorsan nőtt az életszínvonal.
1990-ben a Jamaat Al Muslimeen 114 tagja Yasin Abu Bakr (eredeti nevén Lennox Philip) vezetésével megrohamozta a Vörös Házat (a parlament székhelyét), és az ország akkori egyetlen televíziója egyenes adásban közvetítette a kormány hatnapos fogságát. Végül kiszabadították őket.
2003 óta az ország a második olajvirágzás korszakát éli, de a kormány erőlteti, hogy az ország fő exportcikke a cukor és más mezőgazdasági termék maradjon. 2007 augusztusában egy előrejelzés nagy aggodalmat keltett. Eszerint az olajból származó virágzás legkésőbb 2018-ban véget ér.
A gazdaság alapja továbbra is a kőolaj, a földgáz és a kőolajszármazékok. A turizmus főleg Tobago gazdaságában jelentős, a sziget európai turisták kedvelt célpontja. Trinidad és Tobago a karibi térség egyik legszilárdabb és legvirágzóbb demokráciája.

## Államszervezet és közigazgatás

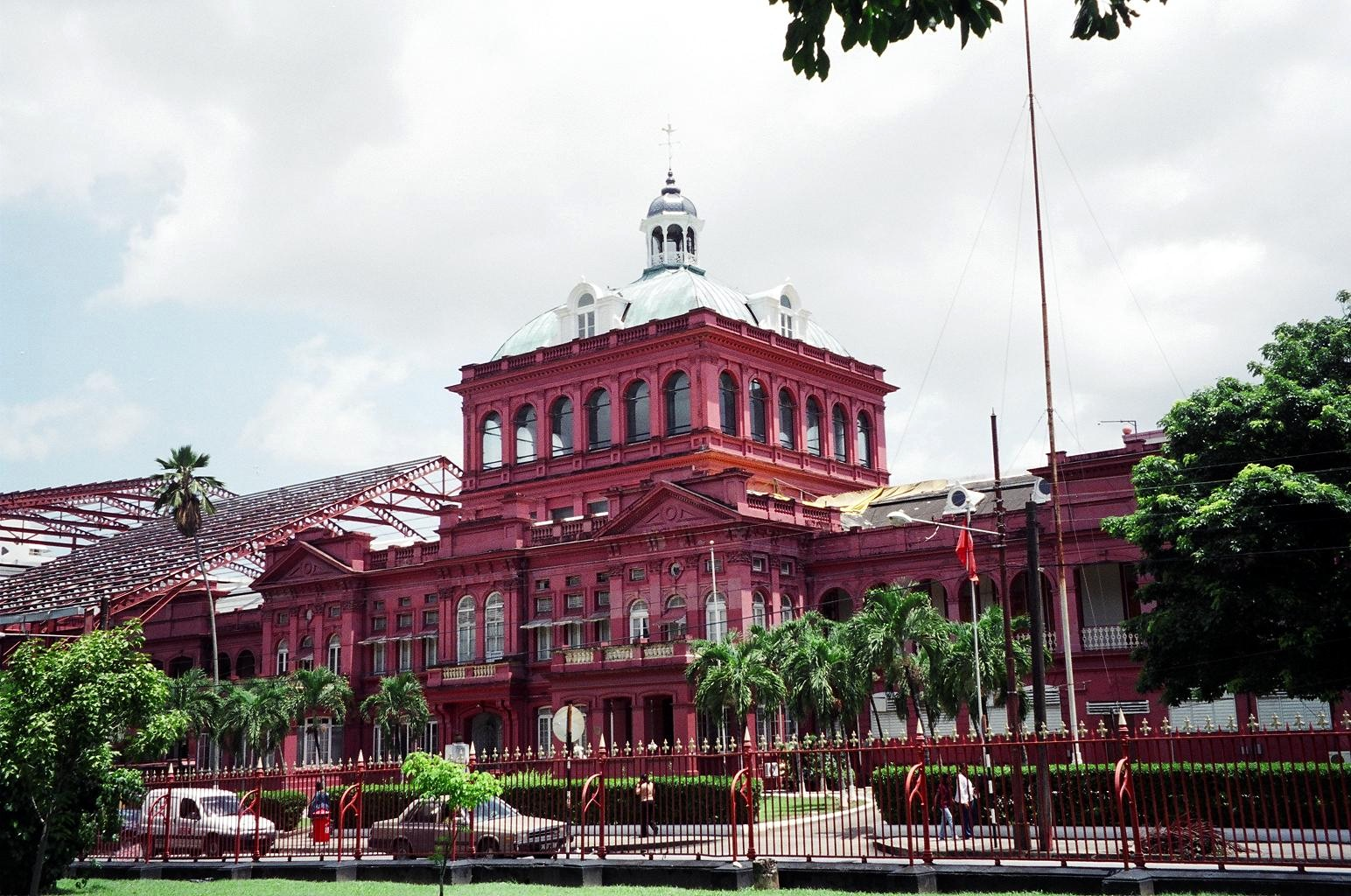
A parlament székháza, The Red House, Port of Spain

### Alkotmány, államforma
Trinidad és Tobago köztársaság, kétkamarás parlamentáris rendszerrel, amely a Westminsteri rendszeren alapul.
A parlament a szenátusból (31 hely) és a képviselőházból (41 hely) áll.

### Törvényhozás, végrehajtás, igazságszolgáltatás
Az ország elnökét 5 évre választják meg.
A parlament kétkamarás. A képviselőház 36 megválasztott képviselőből áll, míg a szenátus 31, az elnök által kinevezett tagból áll.
A köztársaság egységes állam, bár Tobago parlamentje autonómiát élvez.

### Politikai pártok
A fontosabb pártok:
- United National Congress (UNC)
- People's National Movement (PNM)

### Közigazgatási beosztás
Az ország 2 városból, 3 borough-ból, 11 régióból áll.

Trinidad és Tobago közigazgatása

| Régió                   | Terület  | Lakosság  | Székhely      |
| ----------------------- | -------- | --------- | ------------- |
| Couva/Tabaquite/Talparo | 719,64   | 162 779   | Couva         |
| Diego Martin            | 127,53   | 105 720   | Petit Valley  |
| Mayaro/Río Claro        | 852,81   | 33 480    | Río Claro     |
| Penal/Debe              | 246,91   | 83 609    | Penal         |
| Princes Town            | 621,35   | 91 947    | Princes Town  |
| San Juan/Laventille     | 220,39   | 157 295   | San Juan      |
| Sangre Grande           | 898,94   | 64 343    | Sangre Grande |
| Siparia                 | 510,48   | 81 917    | Siparia       |
| Tobago, kelet           | 215,00   | 12 948    | Roxborough    |
| Tobago, nyugat          | 88,00    | 41 136    | Scarborough   |
| Tunapuna/Piarco         | 527,23   | 203 975   | Tunapuna      |
| borough-k               |          |           |               |
| Arima                   | 11,15    | 32 278    | Arima         |
| Chaguanas               | 59,65    | 67 433    | Chaguanas     |
| Point Fortin            | 23,88    | 19 056    | Point Fortin  |
| városok                 |          |           |               |
| Port of Spain           | 13,45    | 49 031    | Port of Spain |
| San Fernando            | 18,64    | 55 419    | San Fernando  |
| összesen                | 5 155,05 | 1 262 366 | Port of Spain |

## Népesség

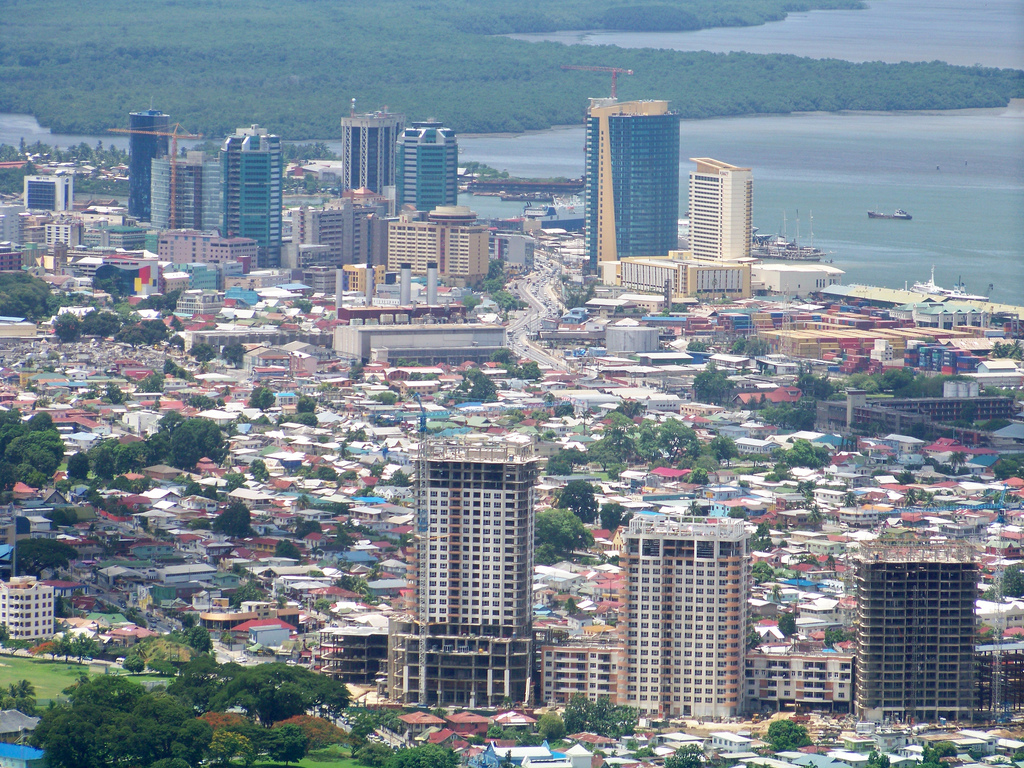
A főváros (Port of Spain) képe

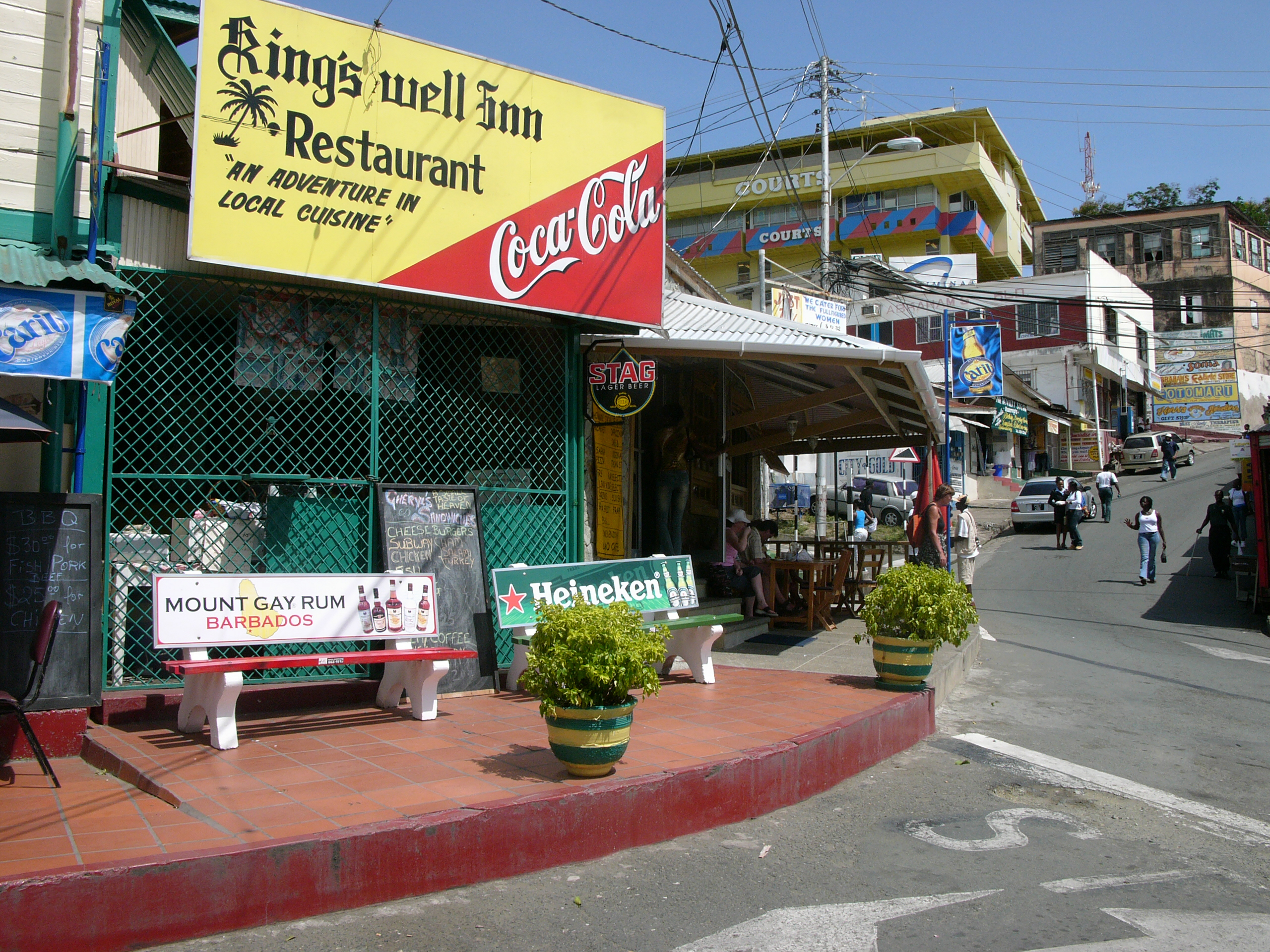
Scarborough (Tobago)

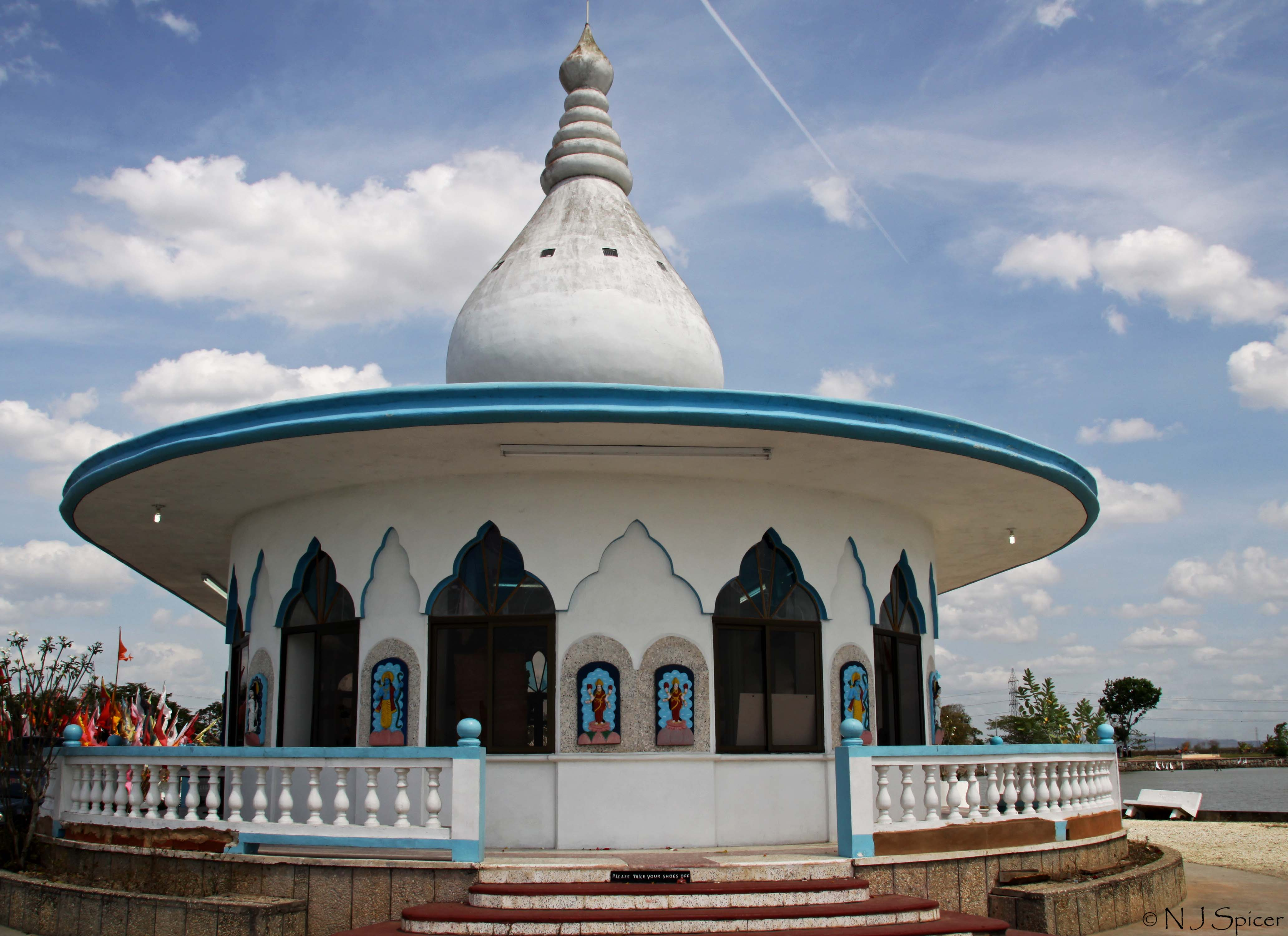
Waterloo hindu templom, Port of Spain

### Népességének változása
| Lakosok száma | 848 481 | 919 902 | 968 742 | 1 054 109 | 1 155 701 | 1 221 904 | 1 258 365 | 1 277 723 | 1 316 449 | 1 369 125 |
|               | 1960    | 1966    | 1972    | 1978      | 1984      | 1990      | 1996      | 2002      | 2008      | 2017      |

### Etnikai összetétel
Trinidad etnikai összetételét két, nagyjából azonos méretű csoport uralja: a rabszolgák leszármazottai, akiknek ősei a gyapot- és cukorültetvényeken kezdtek el dolgozni, valamint az indiai eredetű trinidádiak, vagy kelet-indiaiak, akiknek az őseik elsősorban olyan munkások voltak, akik a 19. század közepén, a rabszolgaság eltörlése után ültetvénymunkásként vándoroltak be az indiai szubkontinensről. Rajtuk kívül még Spanyolországból és más európai országokból, Kelet- és Délkelet -Ázsiából, valamint a Közel-Keletről érkeztek migránsok, akik mind hozzájárultak a színes etnikai összetételű lakossághoz. 
- Népcsoportok: fekete 43%, indiai 36%, mulatt 16%, fehér 2%, kínai 1%, arawak, taíno 2%

### Nyelvi összetétel
Az ország hivatalos nyelve az angol, de a fő beszélt nyelv az angol alapú két kreol nyelv: a trinidadi és a tobagói kreol.
Mindkét kreol különféle afrikai nyelvekből tartalmaz elemeket; a trinidadi angol kreolt azonban szintén befolyásolta a francia és a francia kreol (patois).
A becslések szerint a lakosság körülbelül 5% -a beszél még spanyolul. A közelmúlt kormányai 2005 márciusától "első idegen nyelvként" népszerűsítették a spanyolt a szigetország Venezuelához való közelsége miatt.
A hindusztáni és a tamil karibi változatát is beszéli sok indiai eredetű lakos. A kínai nyelv először 1806-ban jelent meg, amikor a britek kínai munkásokat is hoztak.

### Vallási összetétel
A szigetország ismert vallási sokszínűségéről.
A múltban, a spanyol uralom alatt a római katolicizmus volt a hivatalos vallás. Az anglikánizmus és a protestantizmus a britek megjelenésével különböző formákban kapott lábat. Az indiai szubkontinensről származó emberek is magukkal hozták hindu és muszlim vallásukat. További diverzifikáció következett a szíriai és libanoni bevándorlással. Az afrikai befolyású vallási szekták közé tartozik a shango vagy az orisha hit, amely Nigéria joruba kultúrájából származik, és a spirituális baptisták, a szinkretikus protestáns afrikai irányzat.
A 2011-es népszámlálás szerint a római katolicizmus volt a legnagyobb vallási felekezet, amelyet a teljes lakosság 21,6% -a követett. Az ezt követő legnagyobb vallások: hindu (18,2%), pünkösdi-karizmatikus (12%), baptista (közel 7%), anglikán (5,7%), muszlim (5%), adventista (4,1%) stb. 
A kereszténységen, hinduizmuson, iszlámon túl az afrikai szinkretikus vallásokat, a szikhizmust, a dzsainizmust, a baháít, a buddhizmust, a kínai népi vallást, a taoizmust és a konfucianizmust követik.

## Gazdasága

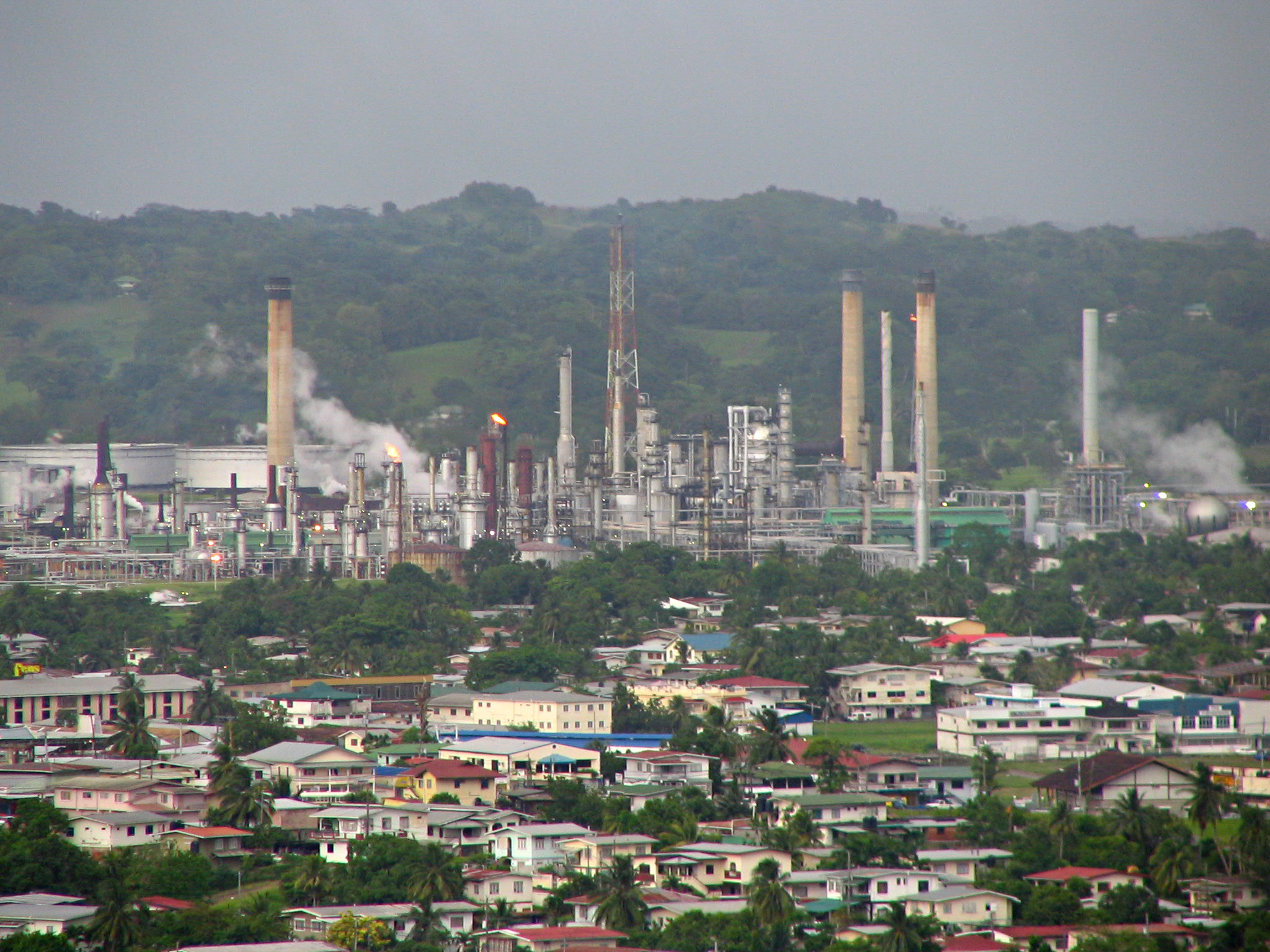
Kőolajfinomító, San Fernando

### Általános adatok
Trinidad és Tobago gazdasági tevékenysége nagy részében az energiaszektorra támaszkodik, és Latin-Amerikában itt az egyik legmagasabb az egy főre jutó jövedelem. A 2000 és 2007 közötti gazdasági növekedés átlagosan valamivel 8% felett volt évente, ami jelentősen meghaladja az ugyanezen időszakra vonatkozó, 3,7% -os regionális átlagot; a GDP azonban azóta lelassult, 2009-12 folyamán zsugorodott, 2013-ban kis nyereséget ért el, és 2014-17 között ismét csökkent.
A gazdaságát erősen befolyásolja a kőolajipar. Az olaj és a gáz jellemzően a 2010-es évek végén a GDP mintegy 40% -át és az export 80% -át, de a foglalkoztatás kevesebb mint 5% -át teszi ki.
A turizmus és a termelés szintén fontos a helyi gazdaság számára. A turizmus egyre növekvő ágazat, különösen Tobagon, bár arányosan sokkal kevésbé fontos, mint sok más karibi szigeten.

### Mezőgazdaság
Főbb termények: gyümölcs, zöldség, kókuszdió, citrusfélék, banán (plantain), kukorica, manióka. 

### Ipar
Főbb ágak: kőolajipar, cseppfolyósított földgáz, acéltermékek, italok gyártása, élelmiszerfeldolgozás, cement- és textilipar. 

### Külkereskedelem
Export: 
- Főbb partnerek 2019-ben:  Egyesült Államok 33%, Guyana 9%, Spanyolország 6%, Kína 6%
- Főbb áruk: földgáz, kőolaj, vastermékek

Import: 
- Főbb partnerek 2019-ben:  Egyesült Államok 40%, Guyana 19%, Kína 6%
- Főbb áruk: kőolaj, autók, gépek

### Turizmus
Trinidad és Tobago sokkal kevésbé függ a turizmustól, mint sok más karibi ország és terület, a turisztikai tevékenységek zöme Tobagon történik. A kormány az elmúlt években erőfeszítéseket tett ennek az ágazat fellendítése érdekében.

## Közlekedés

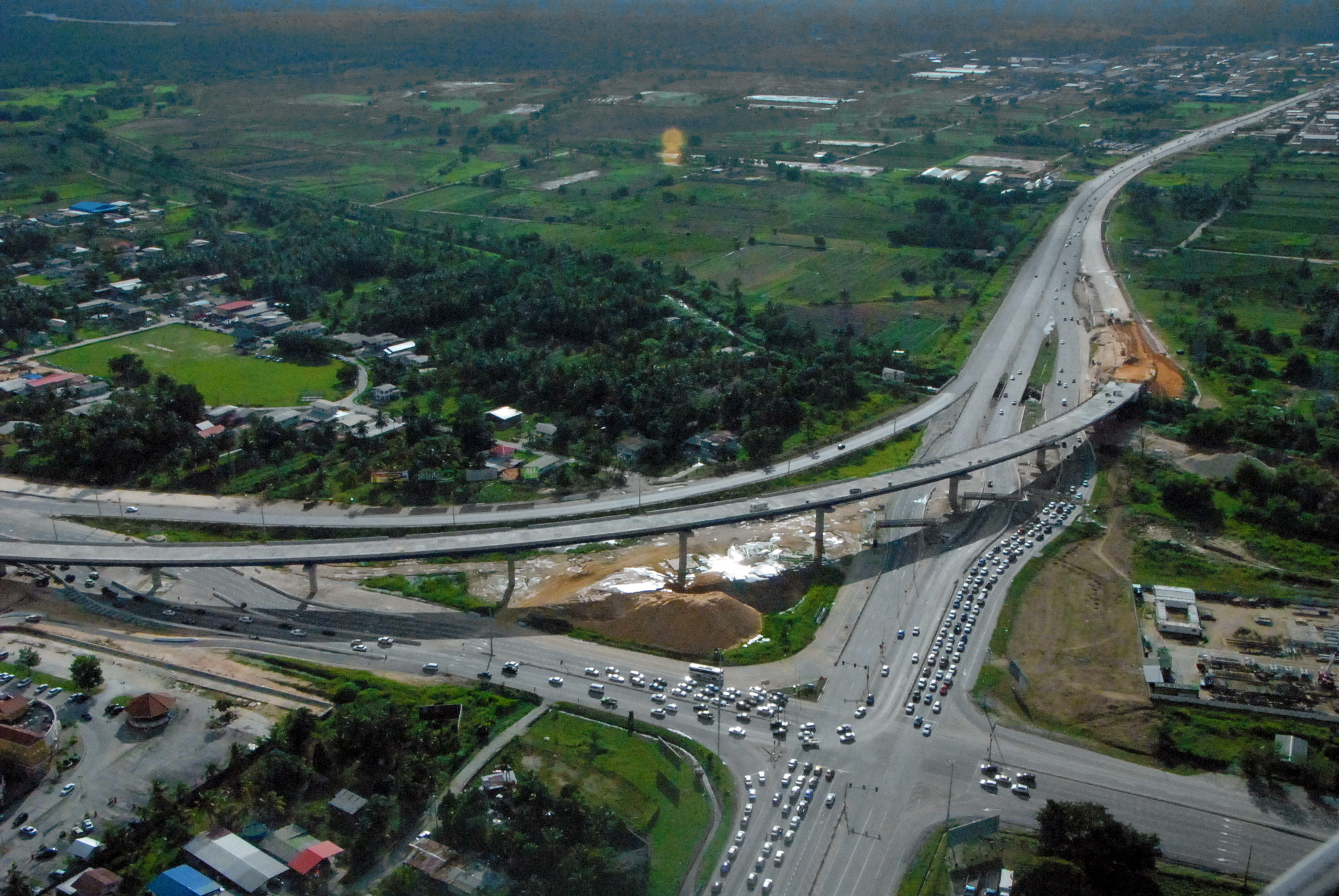
Útkereszteződés két főút találkozásánál. Churchill–Roosevelt Highway és Uriah Butler Highway

### Szárazföld
A tömegközlekedést a kormány tulajdonában lévő Public Transport Service Corporation (PTSC) által üzemeltetett buszjárat és a magántulajdonban lévő minibuszok (helyi nevükön maxi-taxik) biztosítják.

### Vízi
Port of Spain (Trinidad) és Scarborough (Tobago) között autókat szállító kompok közlekednek.
Az ország fő tengeri kikötői: Point Fortin, Point Lisas, Port of Spain, Scarborough. Olajterminál a Galeota Pointban van.

### Légi
2013-ban négy repülőtér található az országban, ebből 2 futópályával burkolt, nemzetközi forgalmú és 2 burkolatlan.

## Kultúra

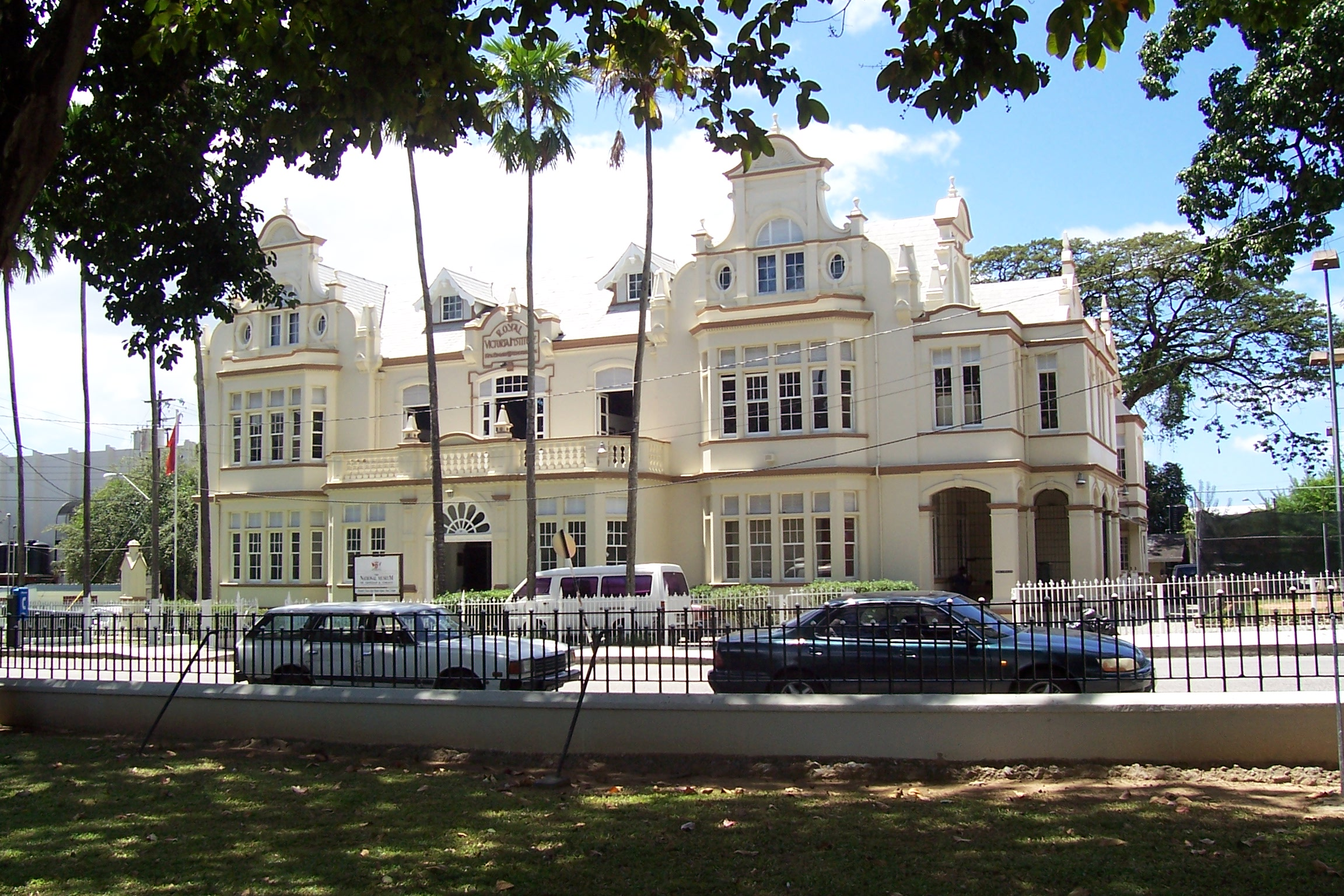
A Nemzeti Múzeum

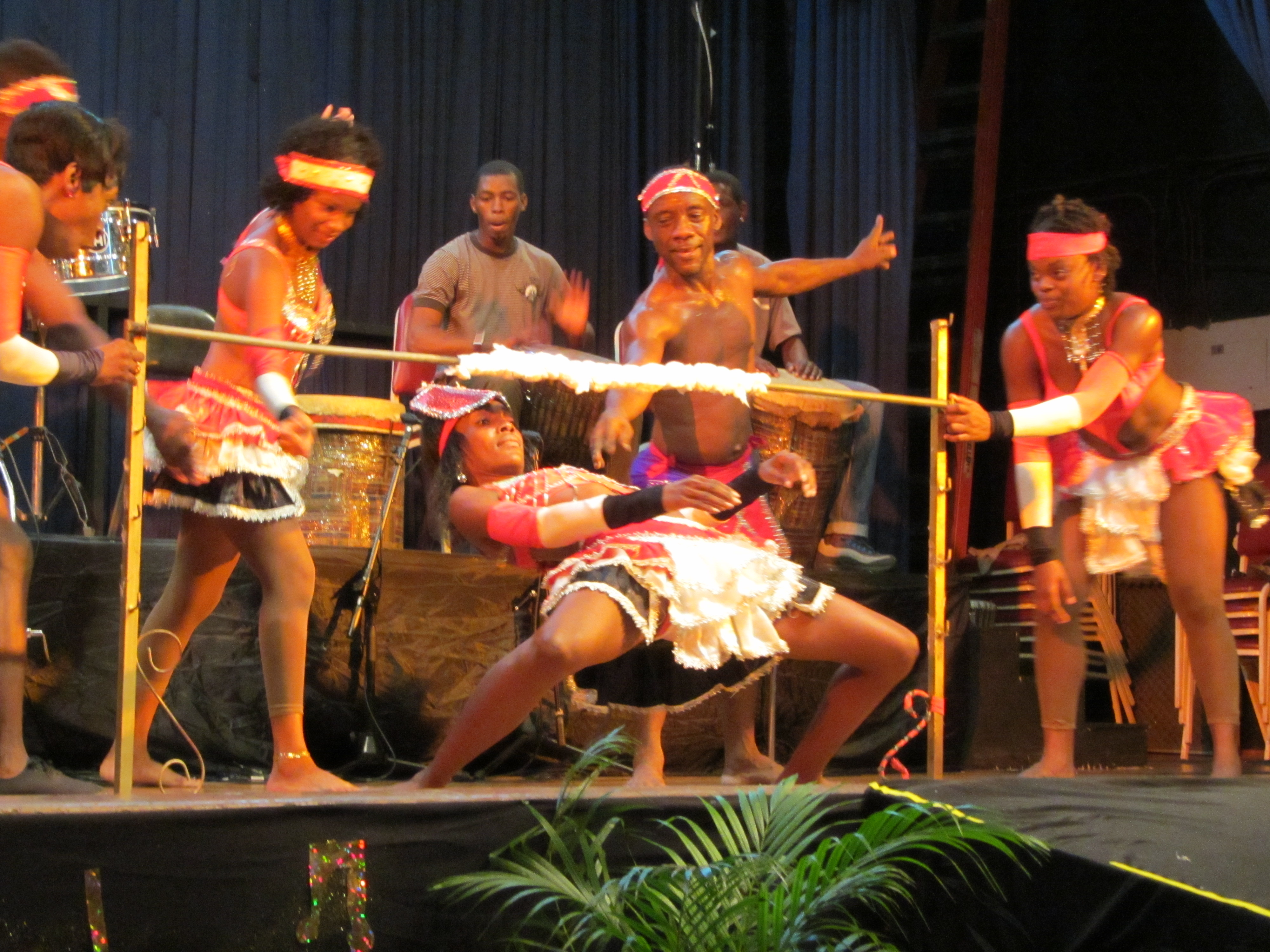
Limbó tánc

### Művészetek
- Építészet
- Képzőművészetek
- Filmművészet

#### Zene
Az ország a calypso szülőhelye. Ezen túl itt született a soca, a chutney  és a rapso zene.
A nemzeti hangszer a stíldob.

#### Tánc

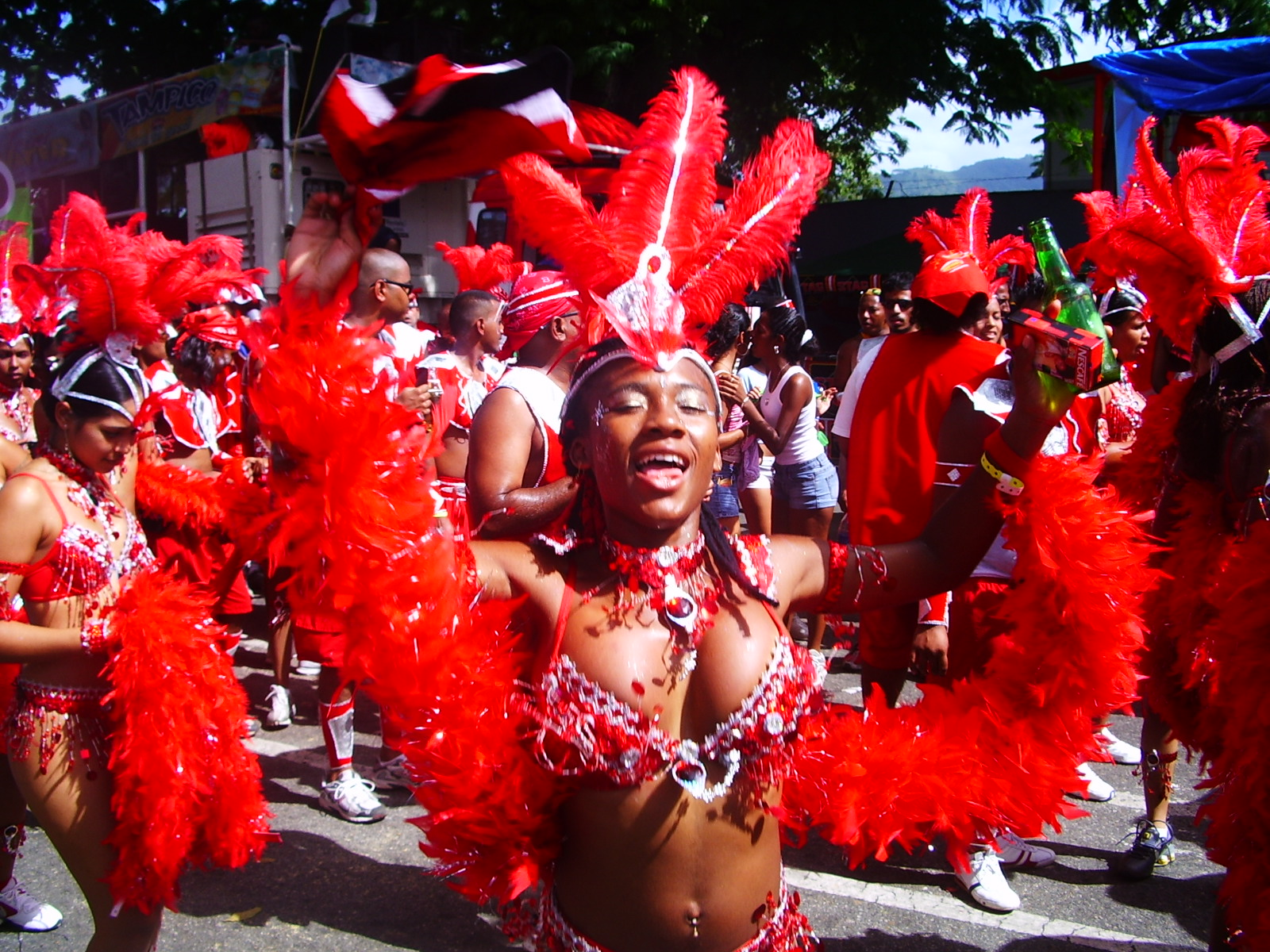
Karneváli hangulatban

A jazz, a társastánc, a salsa és a modern tánc szintén népszerű.
Elterjedtek az indiai táncstílusok. A klasszikus indiai táncok, mint a bháratanátjam , a kathak , az odisszi, az indiai néptáncok és a bollywoodi táncok is népszerűek.

#### Karneválok
Az ország legfontosabb kulturális eseménye az éves karnevál. Ennek a hagyománynak a gyökerei Kelet -Afrika rítusaira nyúlnak vissza, amelyet a rabszolgák vittek a szigetországba.
Minden évben - általában februárban - Trinidadon egy karnevált tartanak: Trinidad Countdown Carnival. Ez a karnevál világhírű  és a rióinak a kicsinyített mása.

### Gasztronómia

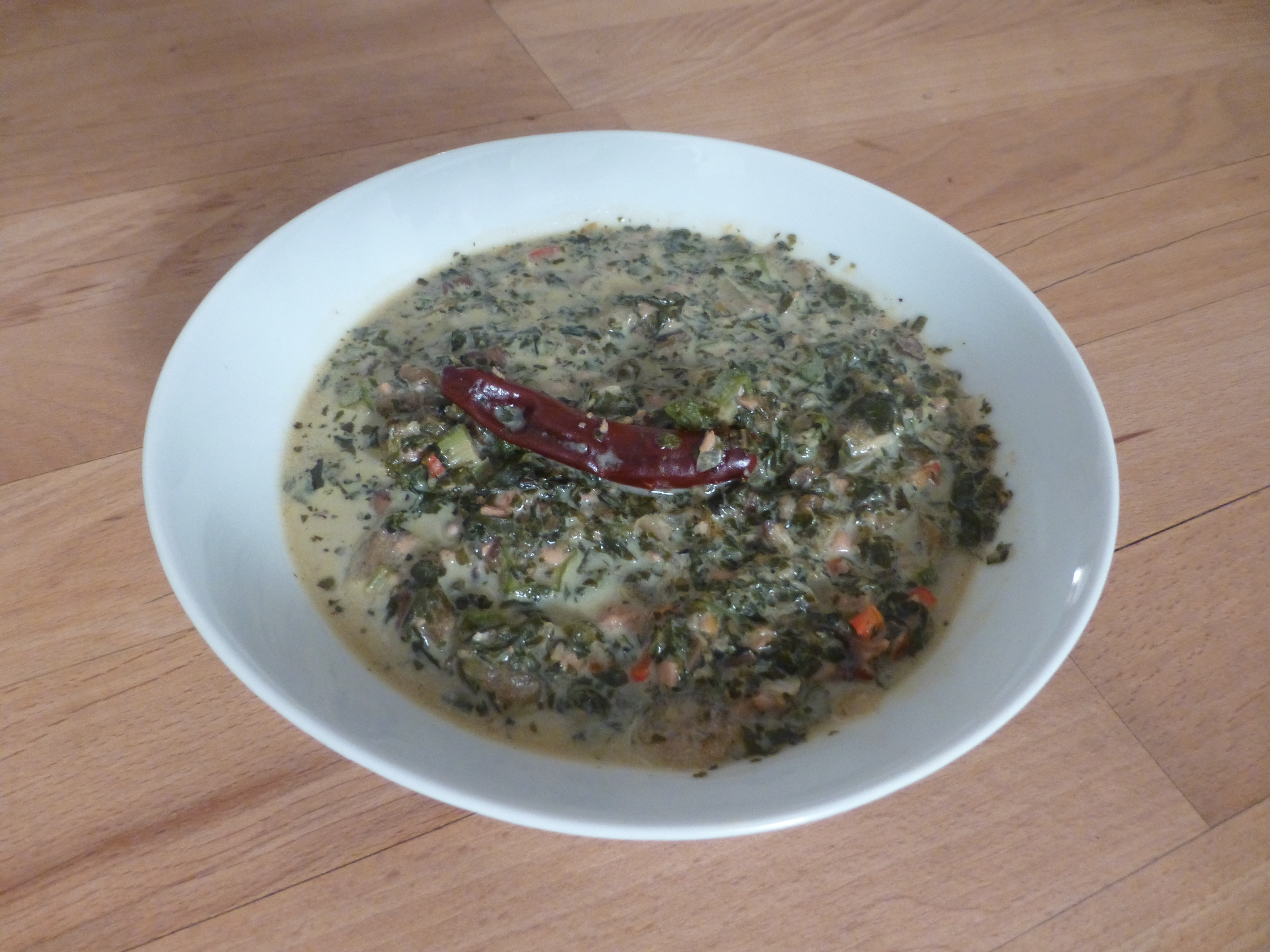
Kallalu (callaloo)

Az étrend szorosan kapcsolódik az adott etnikai csoporthoz. A kreolok általában csirkét és rizst, vörösbabot és sült banánt esznek. Az indiai eredetű lakosság főleg currys csirkét, csicseriborsót, rizst, burgonyát és roti kenyeret esznek. A kínaiak egyik fő étele a chow mein.
A nemzeti étel a rizses hús (pilau). További nemzeti étel a callalu (callaloo), amelyet zöldségekből készítenek, sertéshús, rákhús és erős chili vagy chilis szósz hozzáadásával.

## Neves szülöttei
Az ország neves szülöttei:
írók
- V. S. Naipaul, az irodalmi Nobel-díjas író,
- Steven Pressfield író,

énekesek, zenészek

- Haddaway (Alexander Nestor Haddaway) énekes,
- Nicki Minaj,
- Billy Ocean

sportolók
- Dwight Yorke labdarúgó,

## Média

### Napilapok
- Newsday
- Express
- Guardian

### Rádió és televízióadók
- 97.1 FM
- 95.5 FM
- TV 6 (magán)
- CNN 3 (magán)
- TIC
- Gayelle TV (magán)

### Egyéb, telekommunikációra vonatkozó adatok
| Hívójel prefix | 9Y-9Z |
| ITU zóna       | 11    |
| CQ zóna        | 8     |

## Sportélete

### Krikett

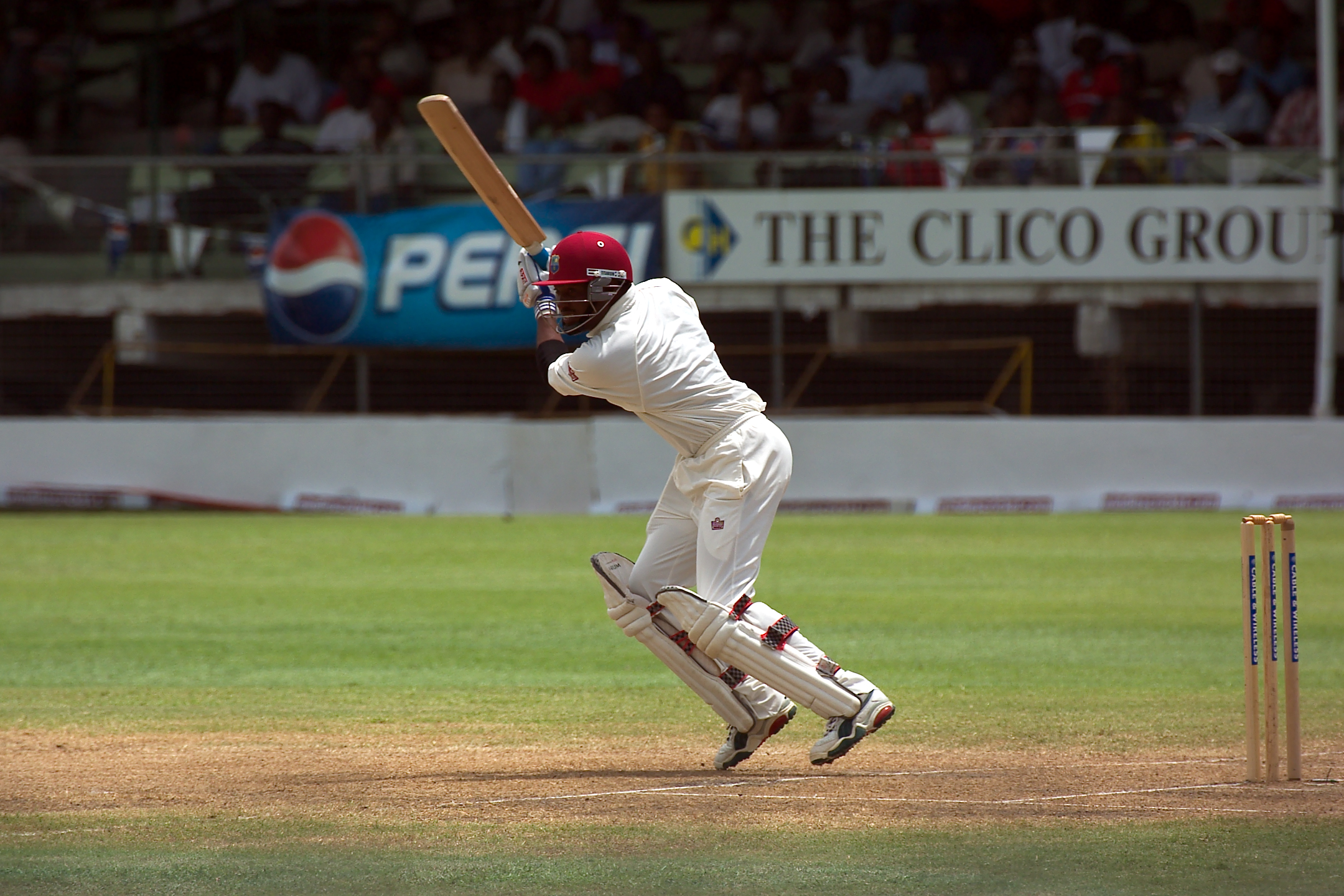
Brian Lara krikettezik

Az ország nemzeti sportja a krikett, az egész Karib-térség legjelentősebb krikettstadionja a Port of Spainben található Queen′s Park Oval. Trinidad és Tobago az egyik tagja a több kis országot tömörítő, többszörös világbajnok karib-térségi krikettválogatottnak is. Trinidadról származik a sport történetének egyik legeredményesebb ütőjátékosa, Brian Lara. A térségben működő Caribbean Premier League (CPL) nevű Húsz20-as krikettbajnokság helyi képviselője a Trinbago Knight Riders.

### Labdarúgás
Az ország nemzeti válogatott labdarúgócsapata bejutott 2005. november 16-án a 2006-os labdarúgó-világbajnokságra, azonban a csoportkörben kiesett.
A tobagoi Dwight Yorke a Manchester United játékosa volt.

## Turizmus
Fő látnivalók:
- A kókuszpálmákkal szegélyezett Maracas-öböl Trinidad egyik leghíresebb strandja.
- A Pigeon Point Heritage Park néven is ismert Pigeon Point Tobago egyik legnépszerűbb partszakasza.
- Az Angol-öböl (Englishman's Bay) Tobagon.
- A madarászok paradicsoma, az Asa Wright Nature Center & Lodge 1500 hektáros sűrű erdőt foglal magába az Arima és Aripo völgyekben. Kolibrik, törpebaglyok és más madárfajok.
- A nemzet fővárosa, Port of Spain, ez a nyüzsgő üzleti központ a gyarmati stílusú építészet számos szép példájáról, valamint néhány turisztikai látványosságáról ismert. A Queen's Park Savannah közelében található a gyönyörű Királyi Botanikus Kert, valamint a Nemzeti Múzeum és Művészeti Galéria.
- Port of Spain kikötőjétől délre fekvő Caroni Bird Sanctuary (Caroni mangrovemocsár) nirvána a természet szerelmeseinek. Itt található a skarlát íbisz, Trinidad és Tobago nemzeti madarának fészkelőhelye. A terület gazdag a biológiai sokféleségben, és számos más vadon élő állat is felfedezhető, például gémek, kócsagok, kárókatonák és kajmánok.
- A biológiai sokféleségben gazdag a Main Ridge Forest Reserve Tobago szigetén és állítólag a legrégebbi védett erdő a nyugati féltekén.

## Szellemi tulajdon
Az ország 2021. január 12-i hatállyal csatlakozott a Madridi védjegy-lajstromozási rendszerhez, 107. tagállamként.

## Ünnepek
| Dátum           | Ünnep jellege         |
| --------------- | --------------------- |
| január 1.       | újév                  |
| március/április | húsvét                |
| március 30.     | baptista nap          |
| június 19.      | a munka ünnepe        |
| augusztus 1.    | a felszabadulás napja |
| augusztus 31.   | a függetlenség napja  |
| szeptember 24.  | a köztársaság napja   |
| december 25-26. | karácsony             |